# Ekkehard Kiesswetter
Ekkehard Kiesswetter (* 13. Oktober 1944 in Karlsbad, Reichsgau Sudetenland) ist ein deutscher Politiker (FDP).

## Leben und Beruf
Kiesswetter absolvierte die Grundschule und das Gymnasium in Stuttgart. Nach dem Abitur studierte er Rechtswissenschaft in Freiburg, Hamburg und Bonn. 1972 ließ er sich als Rechtsanwalt in Stuttgart nieder. Dort engagierte er sich auch als Vorsitzender des Anwaltvereins. Kiesswetter ist verheiratet.

## Politik
Kiesswetter trat 1980 der FDP bei. 1988 wurde er Vorsitzender des Landesfachausschusses
Rechts- und Innenpolitik der baden-württembergischen FDP. Von 1992 bis 2001 war er Abgeordneter im Landtag von Baden-Württemberg. Er vertrat dort das Zweitmandat des Wahlkreises Stuttgart II und war stellvertretender Vorsitzender der FDP/DVP-Landtagsfraktion.